# Ton invitation
Ton invitation is een nummer van de Franse band Louise Attaque uit 1998. Het is de tweede single van hun titelloze debuutalbum.
"Ton invitation" werd een hit in Frankrijk en Wallonië. Het nummer bereikte de 10e positie en Frankrijk, waarmee voorganger J't'emmène au vent overtroffen werd. Vandaag de dag geniet het nummer nog steeds veel populariteit in Frankrijk.